# William Sealy Gosset

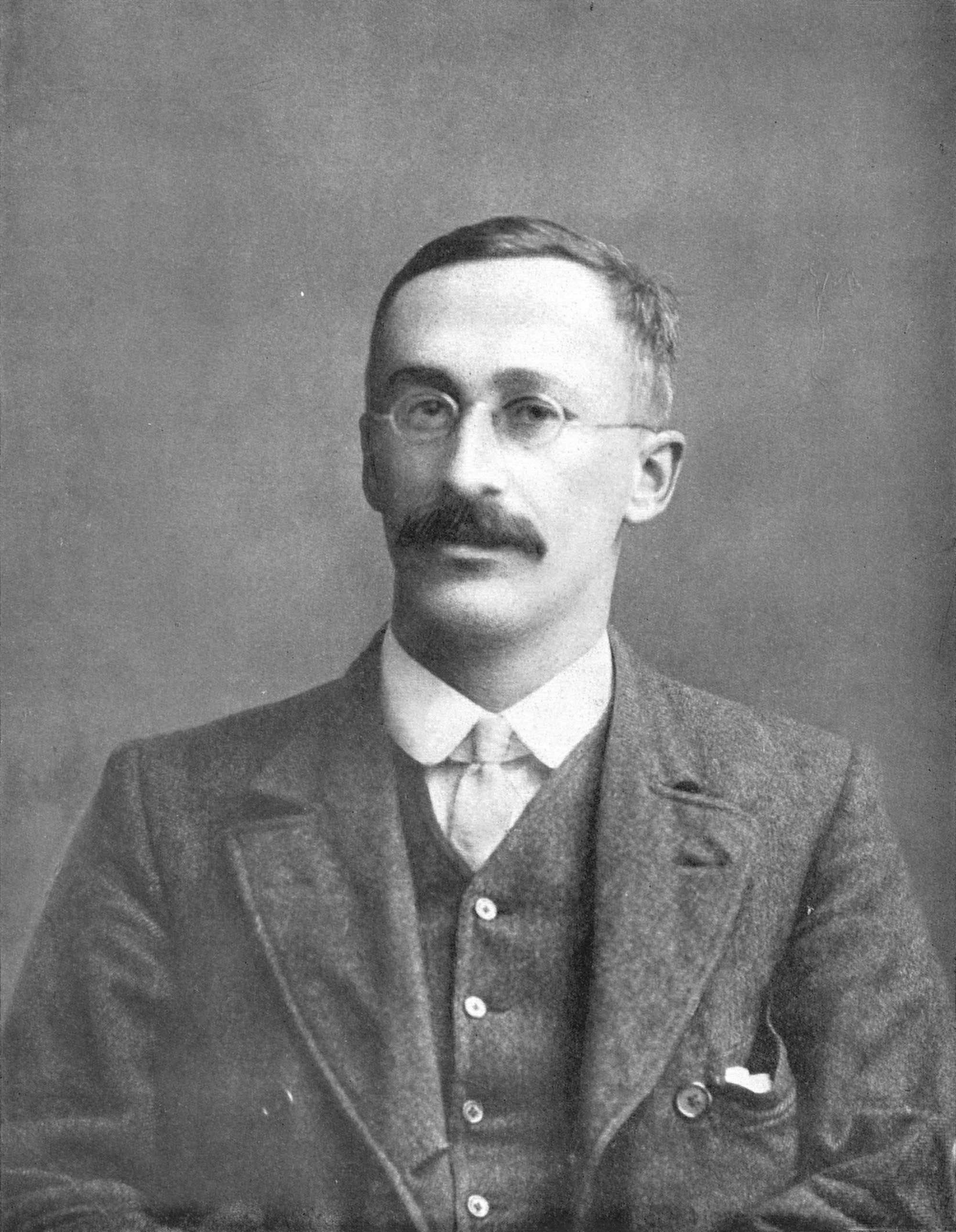
William Sealy Gosset

William Sealy Gosset (Canterbury, 13 juni 1876 – Beaconsfield, 16 oktober 1937) was een Engels statisticus die publiceerde onder het pseudoniem "Student".
Zijn belangrijkste werk leidde tot de studentverdeling en de t-toets, die het de statisticus mogelijk maken na te gaan of van twee steekproeven de verdelingen in verwachtingswaarde verschillen.

## Biografie
Gosset was de zoon van Agnes Sealy Vidal en kolonel Frederic Gosset. Hij bezocht het Winchester College, een beroemde privéschool en studeerde scheikunde en wiskunde aan het New College in Oxford. Na zijn afstuderen in 1899 ging hij werken bij de Dublinner brouwerij Arthur Guinness & Son.
Guinness was een vooruitstrevend agro-chemisch bedrijf, en Gosset paste zijn statistische kennis zowel toe in de brouwerij als ook in de landbouw om voor de bierproduktie de variëteit gerst uit te selecteren met de beste opbrengst. Gosset verwierf deze kennis 1906/1907 door studie en experimenten in het laboratorium van Karl Pearson. Gosset en Pearson hadden een goede verstandhouding, en Pearson hielp Gosset met de wiskundige details in diens artikelen. Pearson hielp ook bij de artikelen uit 1908, maar had weinig oog voor het belang daarvan. Deze studie hield zich bezig met kleine steekproeven, wat typisch een probleem was voor een brouwerij, terwijl in de biometrie gewoonlijk honderden waarnemingen gedaan konden worden, en er daarom geen speciale methoden nodig waren voor kleine steekproeven.
Een andere wetenschapper bij Guinness had een artikel gepubliceerd, waarin, tot schade van de brouwerij, bedrijfsgeheimen stonden. Om te voorkomen dat verder vertrouwelijke informatie onthuld zou worden, verbood de brouwerij haar medewerkers iedere publicatie, ongeacht wat de inhoud was. Echter, na overleg met de brouwerij en de verzekering dat zijn wiskundige en filosofische resultaten niet van enig praktisch belang waren voor concurrerende brouwerijen, mocht Gosset toch publiceren, zij het onder een pseudoniem, om moeilijkheden met de rest van de staf te vermijden. Gosset koos de schuilnaam "Student". Zijn grootste resultaat, de t-verdeling, wordt daarom ook studentverdeling genoemd.
Gosset publiceerde bijna al zijn werk onder zijn pseudoniem, zo ook The probable error of a mean, dat in Pearsons tijdschrift  Biometrika verscheen. Het was overigens niet Pearson, maar de statisticus Ronald Aylmer Fisher, die het belang van Gossetts werk aan kleine steekproeven inzag, nadat Gosset hem had geschreven: I am sending you a copy of Student's Tables as you are the only man that's ever likely to use them!. Fisher was van mening, dat Gosset een "logische revolutie" teweegbracht. 
Ironisch genoeg is de t-toetsingsgrootheid, waar Gosset beroemd om is, bedacht door Fisher. Gossets gebruikte de grootheid {\displaystyle z=t/{\sqrt {n-1}}}. Fisher voerde de t-grootheid in omdat die goed paste bij zijn theorie over vrijheidsgraden. Ook was het Fisher die de t-verdeling toepaste bij de regressierekening.
Gossets interesse in de teelt van gerst bracht hem op de gedachte dat de theorie van proefopzetten in de landbouwexperimenten niet alleen de gemiddelde opbrengst kon verbeteren, maar ook tot gerstsoorten moest voeren die beter bestand zouden zijn tegen verschillen in grondsoort en klimaatveranderingen. Dit principe verschijnt pas veel later in het denken van Fisher, en in rond 1950 in het werk van Genichi Taguchi.
In 1935 verliet Gosset Dublin om  chef-brouwer te worden in de nieuwe brouwerij in London, belast met de wetenschappelijke kant van de productie. Hij stierf in 1937 in Beaconsfield in Engeland aan  een hartinfarct.

## Biografieën
- E. S. Pearson (1990) ‘Student’, A Statistical Biography of William Sealy Gosset, Edited and Augmented by R. L. Plackett with the Assistance of G. A. Barnard, Oxford: University Press.
- E. S. Pearson, "'Student' as Statistician, Biometrika Vol. 30, No. 3/4 (Jan., 1939), pp. 210-250.